# Byron Mann
Byron Mann est un acteur hongkongais naturalisé américain, né le 13 août 1967 à Hong Kong.

## Biographie
Il fait ses études à Los Angeles. Il fréquente la British all-boys School, où il commence à faire du théâtre. Il retourne ensuite à Hong Kong où il joue dans son premier long métrage Last Flight Out.
De retour aux États-Unis, il joue dans plusieurs séries télévisées comme Arabesque, Time Trax (en) ou encore Murphy Brown.
Mais la consécration arrive en 1994 ou il incarne Ryu dans Street Fighter aux côtés, notamment, de Jean-Claude Van Damme. Il se produira également dans Crying Freeman (1995), Red Corner (1997), Le Corrupteur (The Corruptor, 1999) et Catwoman (2004). Il continue à apparaître dans des séries télévisées telles The sentinel, Dark Angel, Le Flic de Shanghaï ou même Smallville, Arrow (2012) et Fallen aux côtés de Paul Wesley. Il participe aussi en tant qu'acteur au film réalisé par RZA, The Man with the Iron Fists (2013), il joue Silver Lion. Il joue également Yao Fei dans la série Arrow. Il interprète également Mr Chang dans la cinquième saison de la série Hell on Wheels.

## Filmographie

### Cinéma
- 1992 : Ghost Ship de James T. Flocker : Charlie
- 1994 : Possessed by the Night (vidéo) de Fred Olen Ray : Fok Ping Wong
- 1994 : Deadly Target (en) de Charla Driver : Chang
- 1994 : Street Fighter de Steven E. de Souza : Ryu
- 1995 : Crying Freeman de Christophe Gans : Koh
- 1997 : Red Corner de Jon Avnet : Lin Dan
- 1998 : American Dragons de Ralph Hemecker (en) : Shadow
- 1999 : Le Corrupteur (The Corruptor) de James Foley : Bobby Wu
- 2003 : Un aller pour l'enfer (Belly Of The Beast) de Ching Siu-tung : Sunti
- 2004 : Catwoman de Pitof : Wesley
- 2004 : Sniper 3 (vidéo) : Quan
- 2007 : Shanghai Kiss de Kern Konwiser et David Ren (en) : Jai Li
- 2007 : The Counting House de Carlo Giudice et Paolo Marcellini : Jackie
- 2007 : Blonde and Blonder de Dean Hamilton : M.Wong
- 2009 : Motherland de Doris Yeung : Michael Wong
- 2009 : Un homme dangereux (Dangerous Man) de Keoni Waxman (vidéo) : le colonel
- 2012 : Cold War de Longman Leung et Sunny Luk
- 2013 : L'Homme aux poings de fer (The Man with the Iron Fists) de RZA : Silver Lion
- 2013 : A Stranger in Paradise (en) de Corrado Boccia : Lek
- 2014 : Rise of the Legend de Roy Chow : Corbeau noir
- 2015 : Absolution (en) de Keoni Waxman : Chi
- 2015 : Jasmine de Dax Phelan : The Man
- 2015 : The Big Short : Le Casse du siècle (The Big Short) d'Adam McKay : M. Chau
- 2018 : Skyscraper de Rawson Marshall Thurber

### Télévision

#### Téléfilm
- 1990 : Last Flight Out de Larry Elikann :
- 1994 : Galaxy Beat de Les Landau (en) : Two Headed Man
- 2001 : Invincibles (en) de Jefery Levy : Michael Fu
- 2002 : The Chang Family Saves the World de Paris Barclay :
- 2003 : Le Tueur des nuits de noces (First to Die) de Russell Mulcahy : Derek Lee
- 2007 : Nobody de Jeff Woolnough (en) : M. North
- 2011 : Befriend and Betray de Ken Girotti (en) et Tara Ellis : Winstead P.C. Lau
- 2014 : The Novice : Johnny Joo

#### Série télévisée
- 1992 : Tequila et Bonetti (Tequila and Bonetti) (saison 1, épisode 09 : La Bête et le tueur d'enfants) : Jeffrey Han
- 1993 : Murphy Brown (saison 6, épisode 05 : The Young and the Rest of Us) : Quan Chang
- 1994 : Time Trax (en) (saison 2, épisode 01 : Return of the Yakuza) : Taki
- 1996 : Arabesque (Murder, She Wrote) (saison 12, épisode 12 : Meurtre au kendo) : Yosuki Ishida
- 1996 : Pacific Blue (saison 2, épisode 06 : L'ennemi est dans la place) : Marlon Ky
- 1997 : The Sentinel (saison 3, épisode 04 : Les Braconniers) : Tommy Wu
- 1999 : Le Flic de Shanghaï (Martial Law) (saison 2, épisode 03 : Le tueur qui tombe à pic) : Ataru Nakamura
- 2000 : Walker, Texas Ranger (saison 8, épisode 18 : La Marque du dragon noir) : P.K. Song
- 2000 - 2002 : Dark Angel (8 épisodes) : inspecteur Matt Sung
- 2001 : Undercover (en) (UC: Undercover) (saison 1, épisode 04 : Amerikaz Most Wanted) : Simon Shen
- 2002 : Los Angeles : Division homicide (Robbery Homicide Division) (saison 1, épisode 09 : Trafic d'armes) : Twan Kee
- 2003 - 2005 : Smallville :
  - (saison 2, épisode 12 : Affaires de famille) : Kern
  - (saison 4, épisode 15 : Dans l'enfer de Shanghai) : Commander Cheng
- 2004 : Petits Mythes urbains (saison 1, épisode 17 : Scalpel illégitime) : Dr. Shaw / Dr. Lee
- 2006 : Fallen (saison 1, épisode 01 : Le Néphilim) : Samchiel
- 2007 : Dragon Boys (en) : Tommy Jiang
  - (saison 1, épisode 01)
  - (saison 1, épisode 02)
- 2009 : The Unit : Commando d'élite (The Unit) (saison 4, épisode 12 : Poker menteur) : Stanley Wu
- 2010 : Durham County : Julian Cho
  - (saison 3, épisode 03 : La Chasse)
  - (saison 3, épisode 04 : Les Survivants)
  - (saison 3, épisode 05 : La Fin d'un monde)
- 2010 : Bloodletting and Miraculous Cures (mini-série) (8 épisodes) : Chen
- 2010 : Burn Notice (saison 4, épisode 02 : L'Homme à abattre) : Ming Khan
- 2011 : True Justice (saison 1, épisode 06 : Soldats d'infortune - 2e partie) : Savon
- 2012 : Arctic Air (saison 1, épisode 09 : Nouveau Nord) : Gavin
- 2012 : Nikita (saison 3, épisode 01 : Hong Kong Connexion) : Agent Li Bai
- 2012 - 2013 : Arrow (10 épisodes) : Yao-Fei
- 2014 : Hawaii 5-0 (Hawaii Five-0) (saison 4, épisode 19 : Ku I Ka Pili Koko) : Fire Captain Hank Iona
- 2015 : Les Experts : Cyber (CSI: Cyber) (saison 1, épisode 07 : Manipulation en ligne) : Jordan Tan
- 2015 - : The Expanse (à partir de la Saison 2) : Amiral Augusto Nguyễn, Chef d'État-Major de la Flotte des Nations unies
- 2015 - 2016 : Hell on Wheels : L'Enfer de l'Ouest (Hell on Wheels) (9 épisodes) : Chang
- 2016 : Rush Hour : Fong
  - (saison 1, épisode 05 : Chasseurs de dragons)
  - (saison 1, épisode 13 : Réconciliations)
- 2018 : Altered Carbon
- 2019 : Wu Assassins : Oncle Six
- 2022 : The Recruit : Xander

## Jeu vidéo
- 1995 : Street Fighter: The Movie : Ryu
- 2012 : Sleeping Dogs : Raymond / Pockmark (voix)
- 2012 : Call of Duty: Black Ops II : Tian Zhao (voix)